# Utetheisa pectinata
Utetheisa pectinata là một loài bướm đêm thuộc phân họ Arctiinae, họ Erebidae.